# 490 Veritas
490 Veritas este un asteroid din centura principală, descoperit pe 3 septembrie 1902, de Max Wolf.